# ロサンゼルス郡都市圏交通局P865形電車
ロサンゼルス郡都市圏交通局P865形電車（ロサンゼルスぐんとしけんこうつうきょくP865がたでんしゃ）は、かつてアメリカ合衆国カリフォルニア州ロサンゼルス郡で公共交通機関を運営するロサンゼルス郡都市圏交通局が所有していた車両。ライトレールのブルーライン（現：A線）開通に合わせて日本の鉄道車両メーカーである日本車輌製造によって製造された電車で、増備車のP2020形と共に長期に渡って使用されたが、P865形は2018年、P2020形は2021年までに営業運転を終了した。

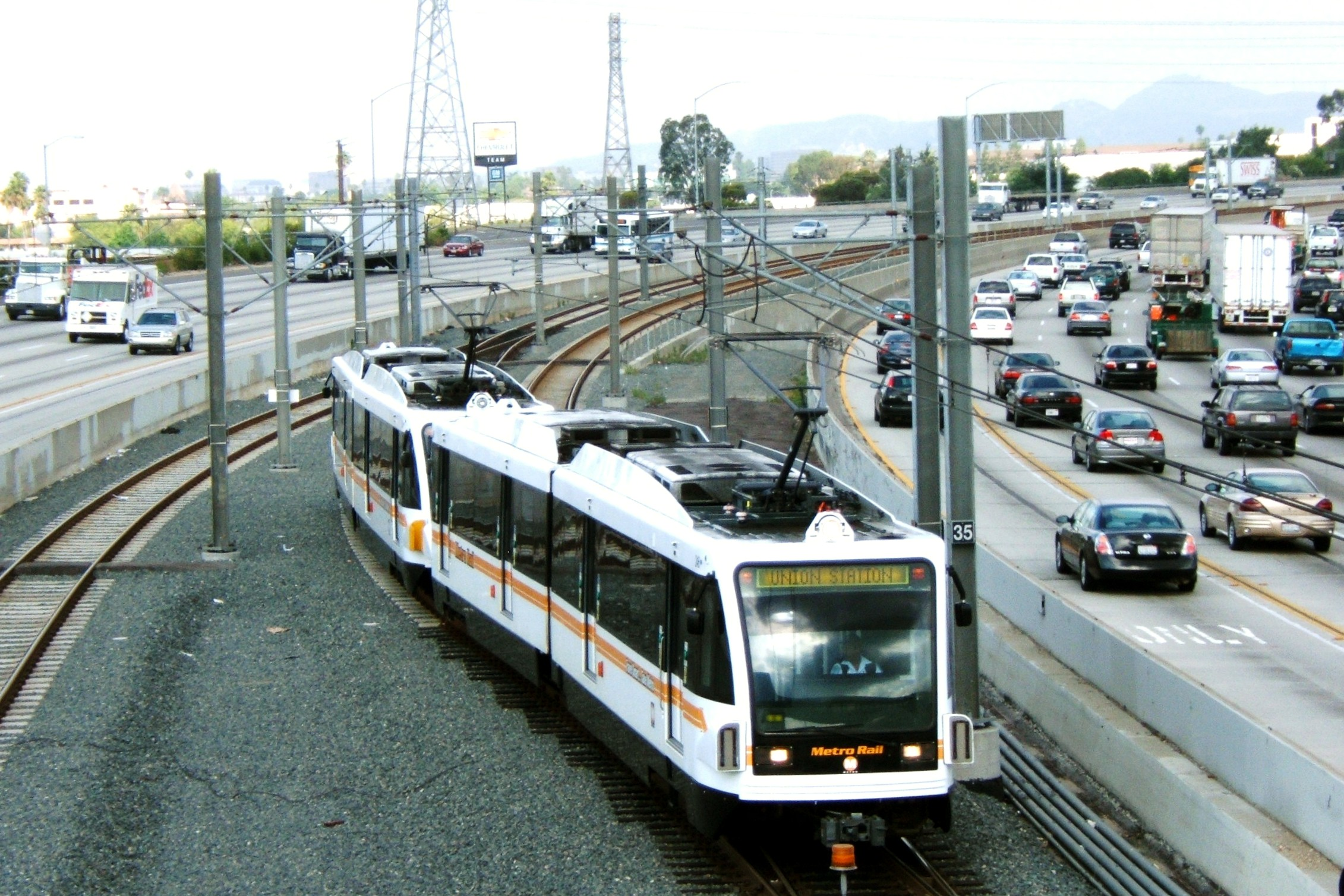
P2000形
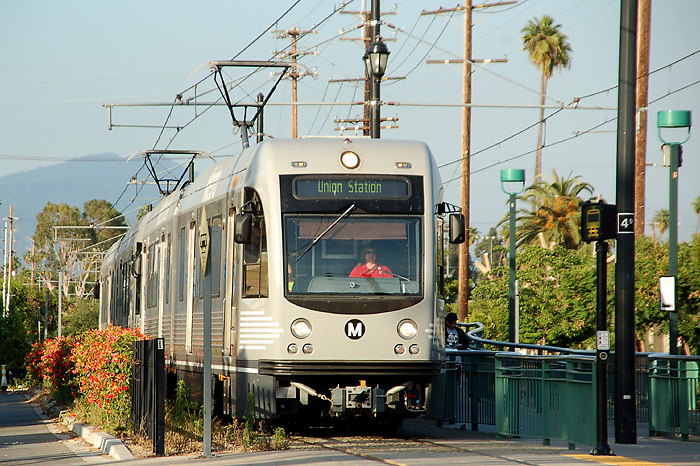
P2550形
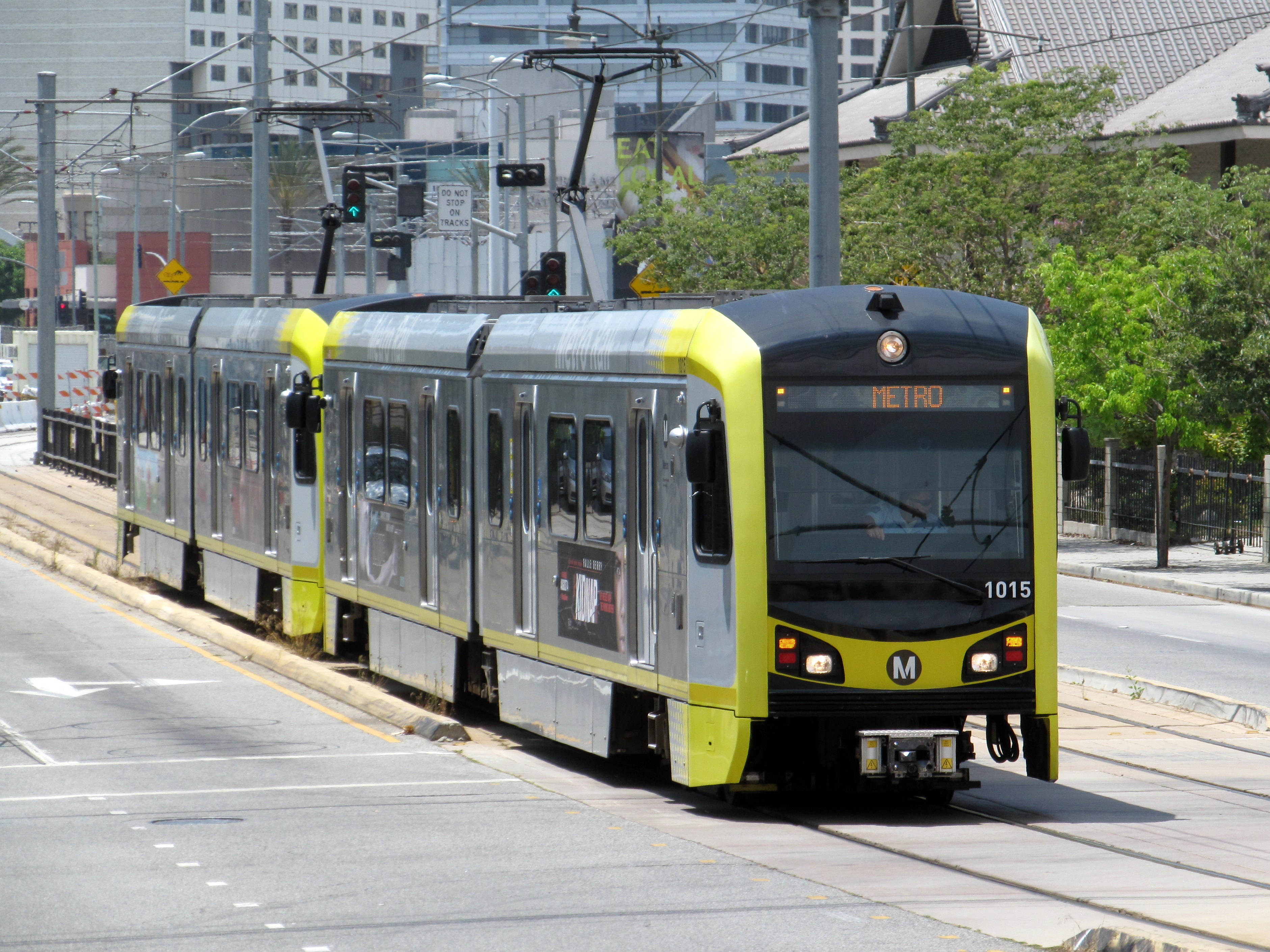
P3010形

## 概要
ロサンゼルス郡都市圏交通局のA線は、ロサンゼルス初のライトレール「ブルーライン（Blue Line）」として1990年に開通した路線である。このブルーラインの開通に際して、日本車輌製造で製造されたのがP865形である。
両運転台の2車体連接車で、車体は耐候性高張力鋼板を用いた全溶接式構造が採用された他、床下機器を覆うカバーを始めとする一部はアルミが使われた。また車端部の台枠には安全対策としてアンチクライマーが設置された。乗降扉は圧縮空気を用いて開閉する両開き式で、各車体の両側面に2箇所設置されており、プラットホームが存在するという線形条件から扉の位置は床面高さと同じとされた。窓ガラスはFRA（連邦鉄道省）の規定に基づき、一定の速度で銃弾が当たっても貫通しない強度を有していた。連節箇所の下部には動力が設置されていない中央台車が存在し、台枠の結合部分がピンで取り付けられていた。これにより双方の車体の荷重が伝達され、事故時の破損や車体の乗揚げを防ぐ効果があった。この連節部分はサイドカバーやトップカバーで覆われており、外見からは目立たないようになっていた。製造当初の塗装はカリフォルニアの明るい街を走る軽快さをイメージし、白色をベースにダークブルー、ミディアムブルー、ライトブルー、クリムゾンレッド、ブラックの5色を車体全体に走らせるというデザインであった。
車内には合計76人分の座席が設置され、ステンレス製のフレームにクッション材入りの布織物で覆った形状となっていた。大半の座席は運転台側を向いた2人掛けのクロスシートであったが、乗降扉付近は中央向きのロングシートで、そのうち運転台側の3人掛け座席は折り畳みが可能であった。また、車内には冷暖房双方に対応した空調装置が完備されていた。
主要機器については、屋根上に各種アンテナや空調装置、抵抗器、集電装置が存在した一方、床下には回生ブレーキに対応した電機子チョッパ制御装置、安全対策のための列車対地上連絡装置（TWC）、補助電源装置、充電池などが搭載された。また、各車体の運転台側に設置された動力台車には1基の主電動機が搭載され（モノモーター方式）、騒音防止の観点から空気ばねや防音車輪が、軽量化の観点からインサイドベアリング方式が用いられた。

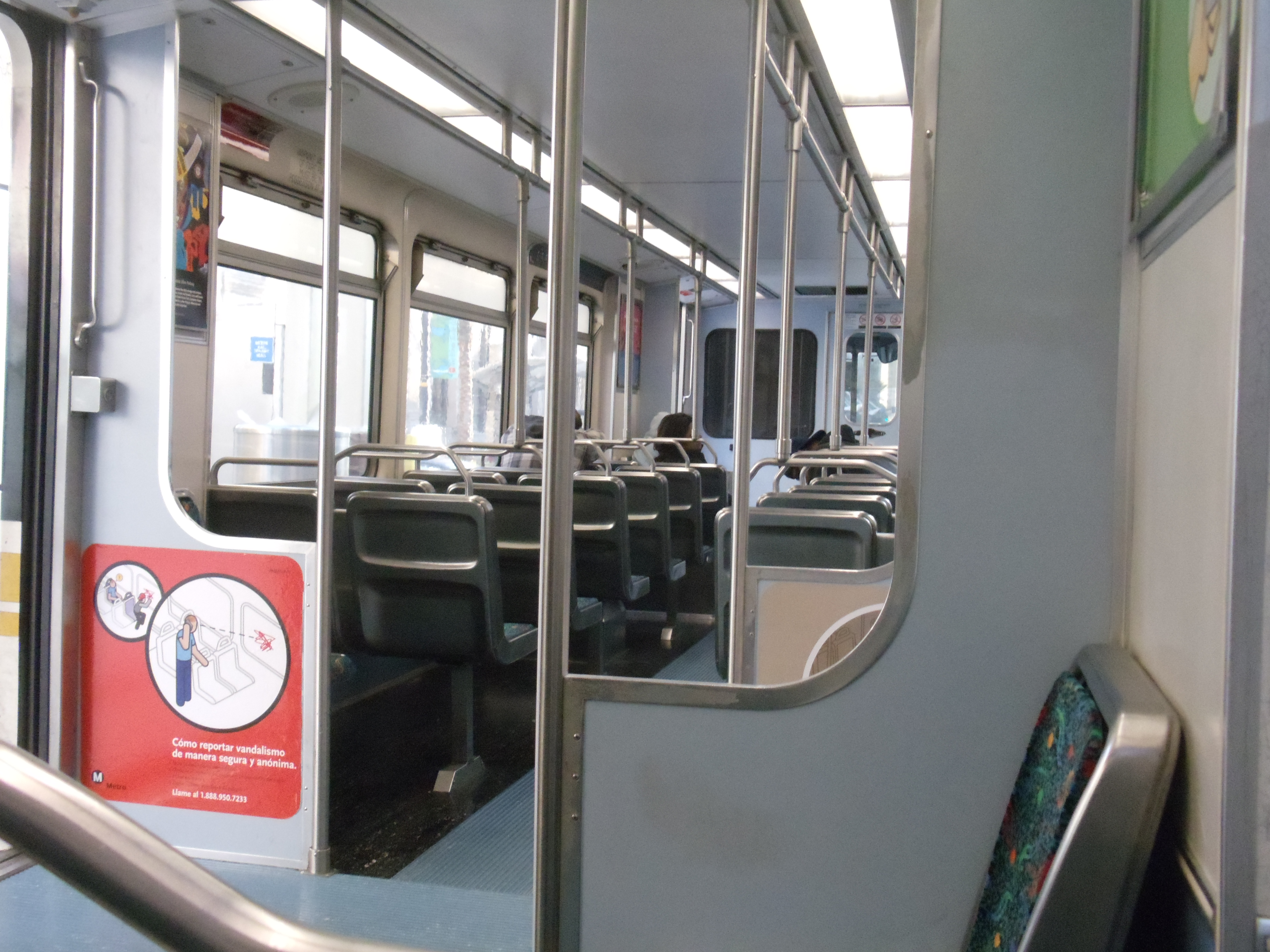
車内（P865形）
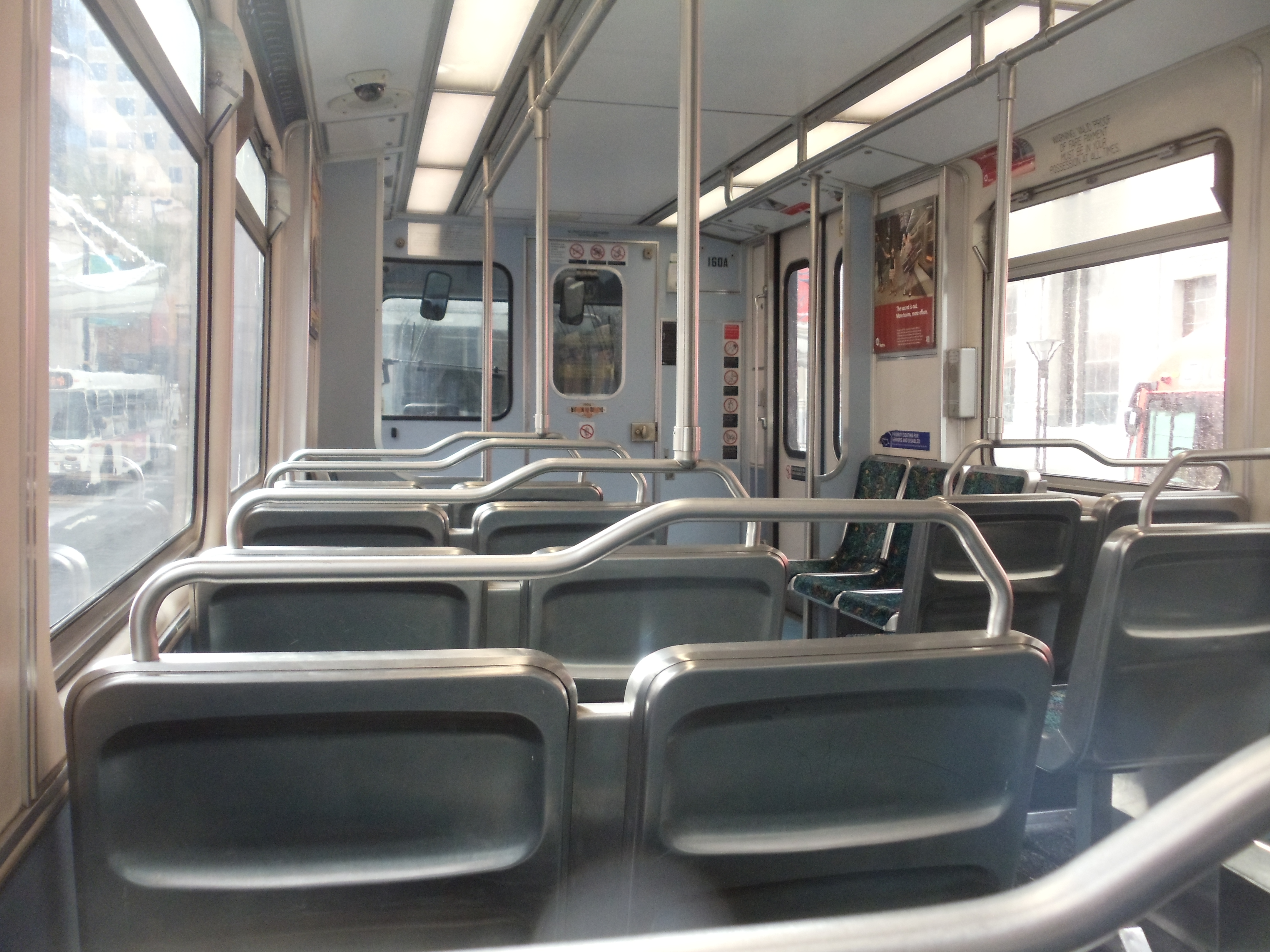
車内（P2020形）

## 運用
ブルーライン（→A線）の開業に備えてP865形は合計54両（100 - 153）が製造され、1990年7月14日の開通に合わせて営業運転を開始した。その後、1995年のグリーンライン（現：C線）の開通に合わせて、前年の1994年に同型車両のP2020形が15両（154 - 168）増備された。これらの車両の基本構造はP865形と同一であったが、グリーンラインの走行に必要な自動列車制御システムが搭載されていた。その後これらの車両は2000年に全てブルーラインへ転属した。
以降は両形式とも主力車両としてブルーラインやエキスポ線（現：E線）で長期に渡り使用されたが、P865形については製造から27年以上が経過し老朽化が進んだため、近畿車輛が製造したP3010形への置き換えが2017年から始まり、2018年9月までに営業運転から撤退した。以降は2両が現存しており、144が南カリフォルニア鉄道博物館で保存されている他、トップナンバーの100も登場時の姿に復元された上でロングビーチで静態保存されている。

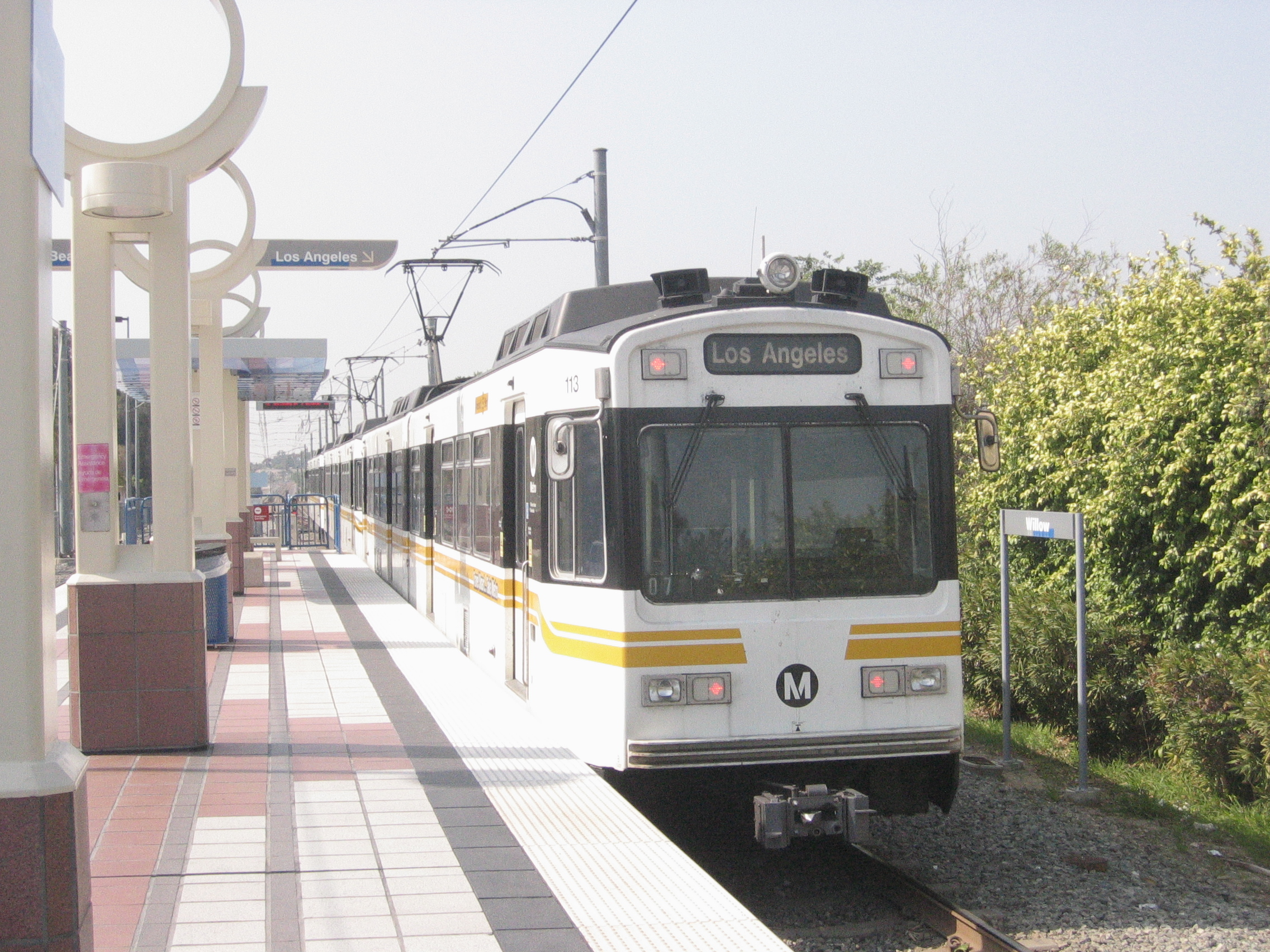
塗装が変更されたP865形（2007年撮影）
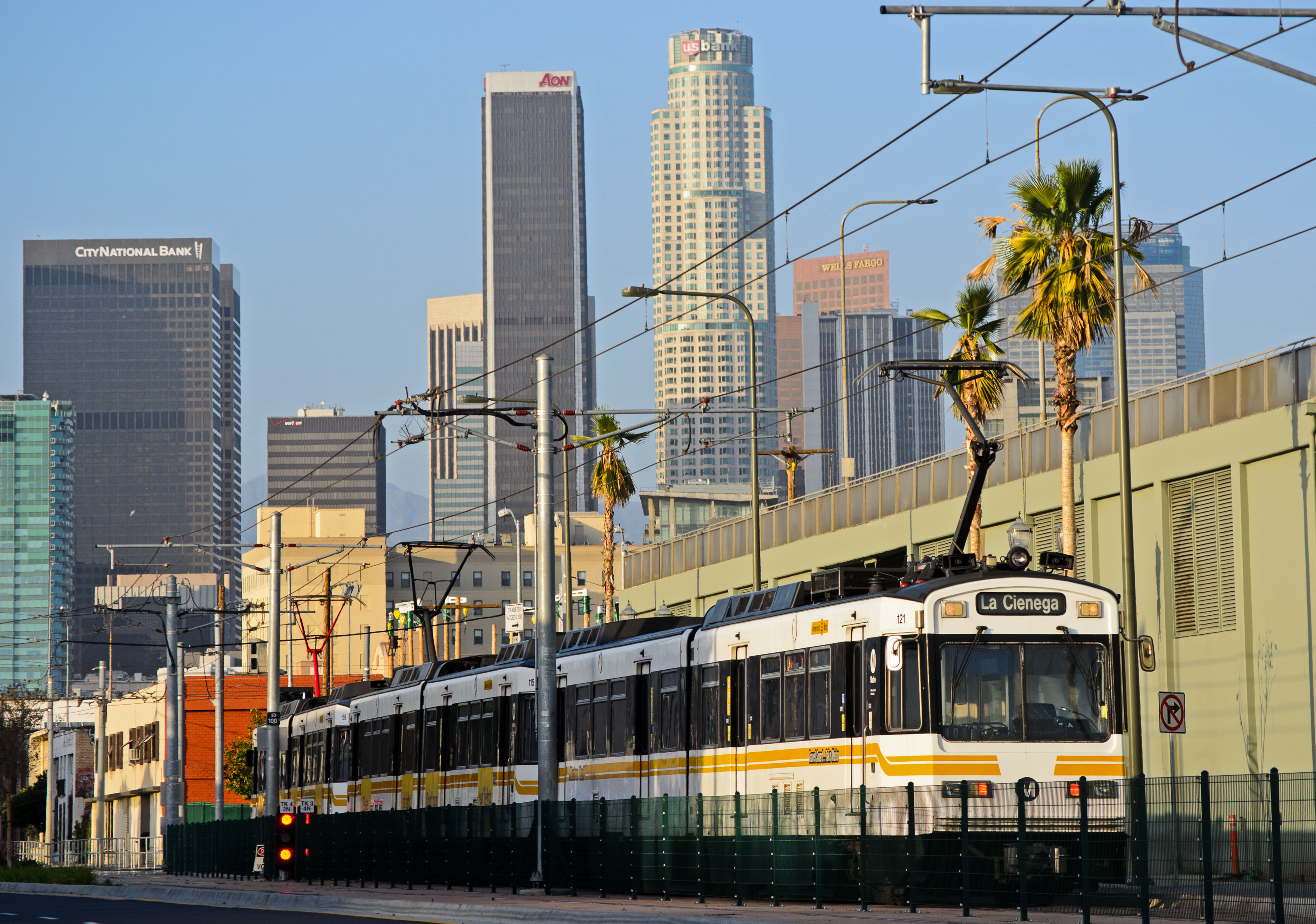
エキスポ線（現：E線）を走行するP865形（2012年撮影）

P2020形についてはそれ以降も使用されたが、こちらも2021年までに全車両が営業運転を終了した。ほとんどの車両は解体されたが、1両（164）のみ残存しウエスタン鉄道博物館で保存されている。

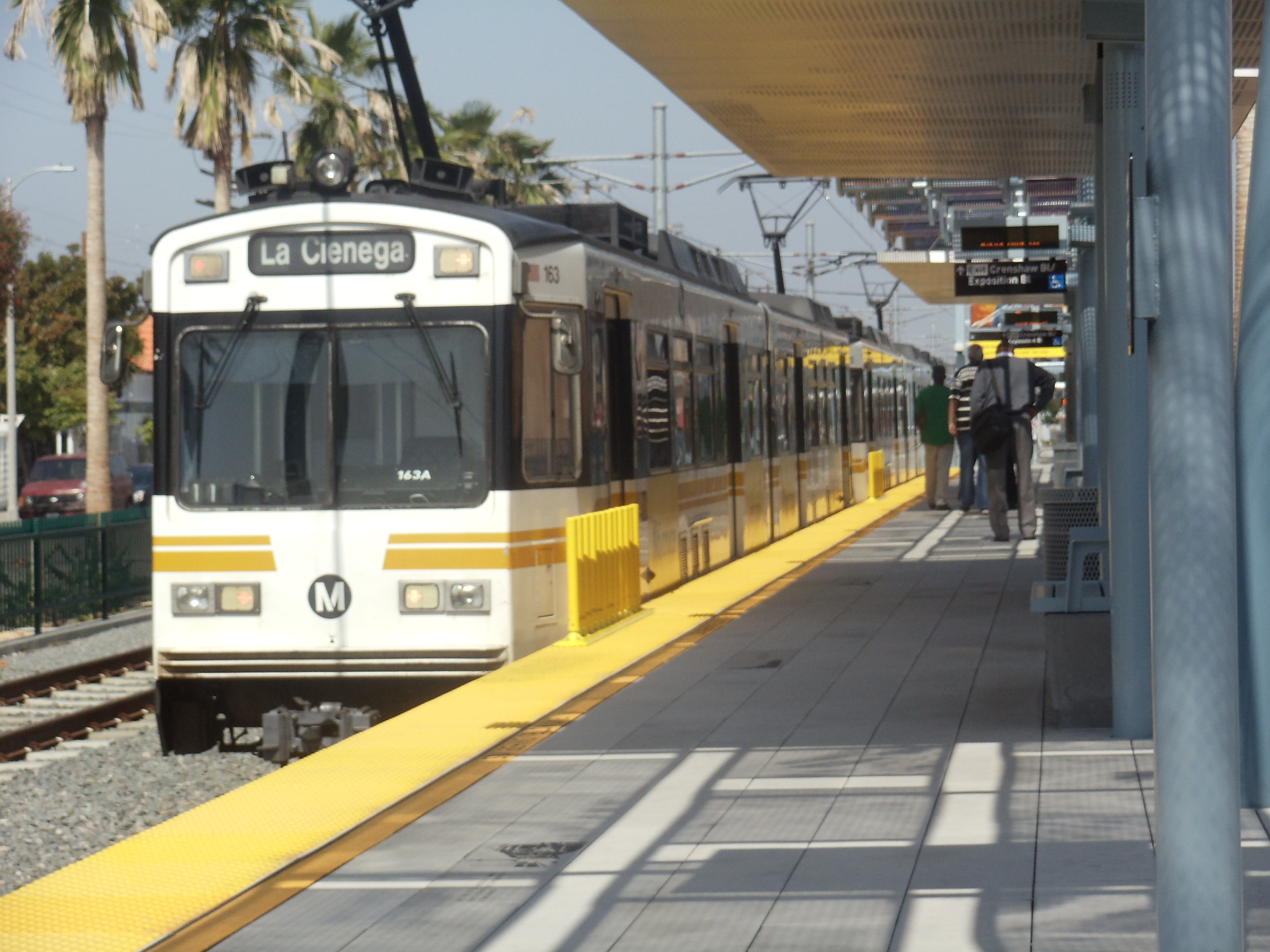
エキスポ線（現：E線）で使用されていたP2020形（2012年撮影）